# Campoplex crassus
Campoplex crassus là một loài tò vò trong họ Ichneumonidae.